# Danmarks ørkenbælte
Danmarks ørkenbælte strækker sig fra Storebælt til Skagen Odde i det nordlige Kattegat og rækker ind over de to Kattegat-øer Anholt og Læsø. I ørkenbæltet er mængden af nedbør ca. halvt så højt som landsgennemsnittet 